# Inmigración india en Colombia
La Inmigración india en Colombia es el movimiento migratorio de la India a Colombia. La comunidad india en Colombia no es tan grande como la de otros asiáticos que emigraron a Colombia, pero hay pocos lugares en Colombia donde establecieron empresas hechas de India. La gran mayoría de los colombianos que tienen ascendencia india son principalmente de origen indo-caribeño, esto incluye a Guyana, Suriname y Trinidad y Tobago. Han estado migrando a Colombia desde el siglo XIX hasta nuestros días.

## Historia
La primera llegada de indios de la India fue durante el siglo XIX estableciéndose como inmigrantes. Luego llegaron más tarde durante la década de 1960 a 1980, donde se establecieron en algunas regiones del Pacífico como Cali y en las costas caribeñas de Colombia.
Hoy en día, se puede encontrar una gran comunidad de indios en lugares como Bogotá, Cali, Barranquilla y también en Santa Marta, y varios de ellos son médicos, hombres de negocios, científicos y empleados.

## Cultura
En ciudades como Barranquilla, hay importantes restaurantes indios y eventos importantes, y también empresas indias establecidas.

## Religión
Su religión se introdujo principalmente en Colombia con la llegada de indios, especialmente trabajadores inmigrantes indios de Trinidad y Tobago, Guyana y Surinam.